# Centennial Tower (Singapour)
Pour les articles homonymes, voir Centennial Tower.
La Centennial Tower est un gratte-ciel de bureaux construit à Singapour en 1997.
L'immeuble a été structurellement conçu et construit pour être éventuellement plus tard rehaussé de 15 étages supplémentaires
Il a été conçu par les agences des architectes Kevin Roche (Roche Dinkeloo Associates), Philip Johnson (Johnson Burgee), et l'agence singapourienne DP Architects.
À partir de 2017 les façades de l'immeuble ont été entièrement refaites ("recladding") suivant la conception de Thom Mayne titulaire du prix Pritzker